# رحمت‌آباد (خرمدره)
رحمت آباد روستایی از توابع بخش مرکزی شهرستان خرمدره در استان زنجان، ایران است. این روستا در دهستان خرمدره قرار دارد. این روستا در ارتفاع۱۶۳۴ متر از سطح دریا قرار دارد.

## شغل ساکنین روستا
پیشۀ اکثر ساکنان آن کشاورزی و در مواردی دامداری است ، عمده محصول تولید شده در آن انگور است که یکی از مرغوب ترین انگور های این منطقه می باشد ، هم اکنون این روستا دارای غسالخانه ، خانۀ بهداشت ،مسجد ، مدرسۀ آموزش های ابتدایی و مخابرات می باشد. سابقا این روستا جزء دهستان ابهررود بود که بعد از تشکیل فرمانداری خرمدره ، به دهستان خرمدره پیوست.

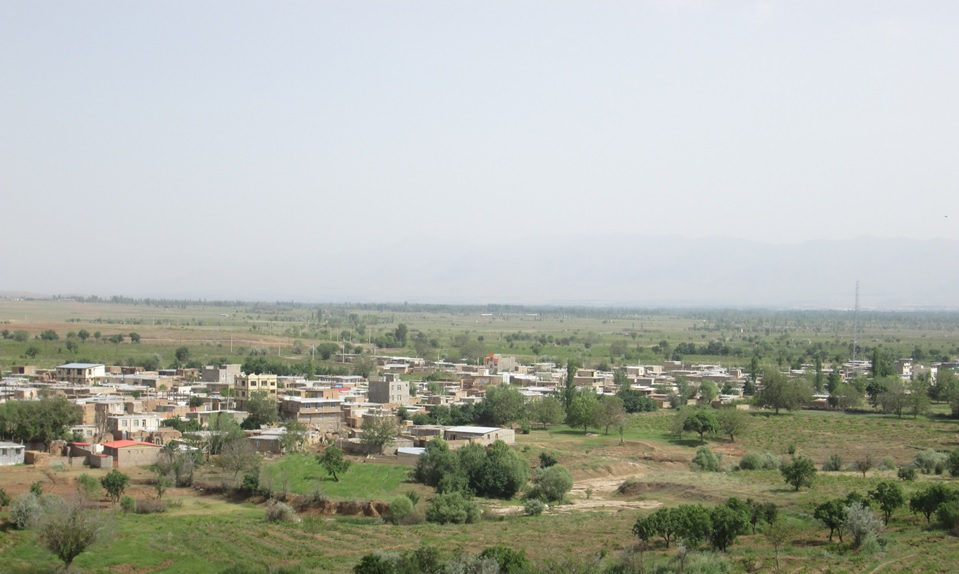
تصویر تمام نما از رحمت آباد

## جمعیت
طبق سرشماری سال 1395 جمعیت این روستا ۸۵۴نفر(۲۶۷خانوار) بوده که ۴۳۴نفر آن مرد و ۴۲۰ نفر آن زن بوده اند.

## محله های روستا
در حال حاضر محله های اصلی روستا که با نام در بین اهالی شناخته می شوند عبارت اند از: «قالا قاپوسو» ، «خرمن یری» و «تپه» ؛ از اهالی منقول است که سابقا روستا حصاری داشته است و نام «قلعه» بر روی آن از آنجا نشئت میگیرد(که هم اکنون اثری از آن باقی نیست) ،جای درِ آن حصار هم اکنون مشخص است و اطراف آن  محله ای با همان عنوان («قالا قاپوسو» (به فارسی: در قلعه) نامیده می شود ، محل دیگر «تپه» است که در گذشته گورستان روستا در پایین آن تپه قرار داشته است(گورستان کنونی بالای تپه است)، محله ای که در حدود سی سال اخیر شکل گرفته «خرمن یری»( به فارسی: زمین خرمن) است که سابقا محل کوبیدن خرمن بوده است

## آبشار رحمت آباد
یکی از شاخه های ابهررود که از روستای کینه ورس سرچشمه می گیرد، از زمین های پایین دست این روستا عبور می کند ، عبور این رودخانه باعث پدید آمدن یک آبشار کم ارتفاع لکن عریض شده است ، این آبشار می تواند به عنوان یکی از مقاصد گردشگری در منطقه قرار بگیرد.